# Agapanthia annularis
Agapanthia annularis — вид жесткокрылых из семейства усачей.

## Распространение
Распространён в Испании, Португалии и в Северной Африке.

## Описание
Жук длиной от 7 до 15 мм. Время лёта с апреля по июнь.

## Развитие
Жизненный цикл вида длится год. Кормовыми растениями являются различные виды травянистых растений.